# مقتل جون بينيه رامسي
 جون بينيه رامسي (تُلفظ: /ˌdʒɒnbəˈneɪ pəˈtrɪʃə ˈræmzi/)‏ (6 أغسطس 1990 – 25 ديسمبر 1996) هي فتاة أمريكية صغيرة عُثِرَ عليها مقتولةً في منزلها في بولدر بولاية كولورادو عام 1996. عُثِرَ على جثتِهَا وهي تبلغُ من العمرِ ست سنوات في قبو منزل أسرتها بعد حوالي ثمان ساعات من اعتبارها في عداد المفقودين، وذلك بعد قيام الشرطة بتفتيش المنزل ليجدوها مقتولة جراء تعرضها للضرب على الرأس وبفعل اختناقها أيضاً، وإلى الآن لا تزال ملابسات هذه القضية دون حل بالرغم من عقد عدة جلسات استماع لهيئة المحلفين الكبرى؛ كما أن القضية لا تزال تحظى باهتمام كافة وسائل الإعلام حتى هذه الأيام.
بدايةً، اشتبهت وكالات إنفاذ القانون بولاية كولورادو بأبويها وشقيقها، ومع ذلك، تمت تبرئة الأسرة جزئيا في عام 2003 بعدما تم فحص عينات من الحمض النووي الريبوزي منقوص الأكسجين (الـDNA) التي أُخِذتْ من ملابس الضحية حيث ثبت أنهم لم يكونوا ضالعين في الجريمة. ثم تمت تبرئة الوالدين تماماً في يوليو عام 2008. تولت إدارة شرطة بولدر أمر ملف القضية مجددا من قبل المدعي العام لإعادة فتح التحقيق فيها في شهر فبراير من عام 2009.
وقد ركَّزت التغطية الإعلامية للقضية في معظم الأحيان على مشاركة جون بينيه في مسابقات جمال الأطفال، وثراء والديها والأدلة غير الاعتيادية في القضية. وشككت التقارير الإعلامية أيضاً في طريقة تعامل الشرطة الشامل معها. وقد رفعت عدة دعاوى تشهير ضد عدة منظمات ووسائل إعلام من قبل أفراد أسرة رامسي وأصدقائهم بسبب طريقة تناولها وتعاطيها مع مجريات ووقائع الجريمة.
نُشرت وثائق المحكمة المختومة (التي كانت سرية) سابقا لعامة الناس بتاريخ 25 أكتوبر عام 2013، وتبين أن هيئة المحلفين الكبرى بكولورادو قد صوتت في عام 1999 على اتهام جون وباتريشيا رامسي بقتل ابنتهما جون بينيه رامسي البالغة من العمر ست سنوات وذلك بتهمة الاعتداء على الأطفال حتى الموت. إلَّا أن نائب المقاطعة أليكس هنتر قرر حينذاك عدم التوقيع على لائحة الاتهام بسبب عدم كفاية الأدلة.

## النشأة
ولدت رامسي في أتلانتا، جورجيا في 6 أغسطس 1990. وبعد بلوغها التسعة أشهر من عمرها، انتقلت الأسرة إلى بولدر، كولورادو. كان اسمها الأول عبارة عن لفظ منحوت من اسمي والدها الأول والأوسط (جون) و (بينيت)، بينما كان اسمها الأوسط هو نفس اسم والدتها باتريشيا "باتسي". الحقتها والدتها بمجموعة متنوعة من مختلف مسابقات ملكات الجمال في عدة ولايات. وقد قامت وسائل الإعلام بالتدقيق في الدور الفعال الذي كانت تقوم به جون بينيه تحت إشراف أمها في مجال مسابقات الجمال في أعقاب جريمة القتل.
دفنت جون بينيه في مقبرة سانت جيمس الأسقفية في ماريتا، جورجيا، وقبرها موجود الآن بجوار قبر والدتها التي توفيت من جراء السرطان في عام 2006، وكذلك بجوار قبر أختها غير الشقيقة إليزابيث باش رامسي (ابنة جون رامسي من زوجته الأولى)، التي توفيت في حادث سيارة عام 1992 في سن 22 مع حبيبها ماثيو درنجتون.

## قضية قتل
وفقا لشهادة باتسي رامسي، في 26 ديسمبر عام 1996، فقد اكتشفت أن ابنتها كانت في عداد المفقودين بعد العثور في درج المطبخ على صفحتين ونصف عبارة عن رسالة فدية تطالب بمبلغ 118,000 دولار أميريكى، نظير عودتها آمنة العائد تقريبا القيمة الدقيقة للمكافأة التي كان زوجها قد تلقاها في وقت سابق من ذلك العام. رغم ورود تعليمات محددة في مذكرة الفدية أن الشرطة والأصدقاء لا يتم الاتصال بهم، فقد هاتفت الشرطة ودعت العائلة والأصدقاء. أجرت الشرطة المحلية بحث سريع من المنزل، لكنها لم تجد أي علامات واضحة تفيد بكسر الباب أو الدخول عنوة.[بحاجة لمصدر] اقترحت المذكرة أن جمع فدية سيجري رصده وسيتم رجوع جون بينيه بمجرد الحصول على المال. قدم جون رامسي ترتيبات لتوافر الفدية بواسطة صديق، جون فيرني، حيث حصل عليها صباح ذلك اليوم من بنك محلي.

### تحقيقات الشرطة
في فترة ما بعد الظهر من نفس اليوم، سأل محقق شرطة بولدر ليندا أرندت فليت وايت وهو صديق لآل رامسي، لأخذ جون رامسي وبتفتيش المنزل للنظر «أي شيء غير عادي». جون رامزي واثنين من أصدقائه بدأو بحثهم في الطابق السفلي. بعد البحث أولا في الحمام و «غرفة القطار»، ثلاثة منهم ذهبوا إلى «قبو النبيذ» الغرفة حيث وجدت جثة جون بينيه ابنته مغطاة في بطانيتة البيضاء الخاصة. عثر عليها أيضا مع الحبل النايلون حول عنقها، وربطت معصميها فوق رأسها، وشريط لاصق يغطي فمها.
وادعت الشرطة في وقت لاحق من قبل المراقبين قد ارتكب العديد من الأخطاء الهامة في التحقيق، مثل عدم اغلاق مسرح الجريمة والسماح للأصدقاء والعائلة والخروج من المنزل مرة واحدة عقب الإبلاغ عن الإختطاف.
ومنذ ذلك الحين ادعى النقاد من أن ضباط التحقيق أيضا لم يحاولوا جمع أدلة الطب الشرعي بما فيه الكفاية قبل أو بعد العثور على جسم جون بينيه، ربما لأنهم إشتبهوا فورا في عائلة رامسي في قتل الضحية. بعض الضباط عقد هذه الشكوك التي ذكرت في لوسائل الإعلام المحلية، الذي بدأ في 1 يناير في التقارير أن المحامي المساعد للمنطقة يعتقد «انها ليست بإضافة». حقيقة أن جثة الفتاة قد عثر عليها في بيتها اعتبرت مشبوهة للغاية من قبل ضباط التحقيق.
كشفت نتائج تشريح أن جون بينيه قد قتلت بواسطة الخنق وكسر في الجمجمة. شنق مصنوعة من طول تويد الحبل والمقبض من كسر الفرشاة كانت تستخدم لخنقها. قد عانت جمجمتها قسوة صدمة صريحا. لم يكن هناك أي دليل على الاغتصاب التقليدي، على الرغم من أن الاعتداء الجنسي لا يمكن استبعاده. وكان السبب الرسمي للوفاة هو الاختناق بسبب الخنق المرتبطة بالصدمة الذي تعرضت له الجمجمة.[بحاجة لمصدر]

### مسرح الجريمة
تم العثور على نهاية الشعر الخشن لفرشاة الرسم في حوض من لوازم الفن لباتسي رامسي، ولكن الجزء السفلي الثالث لم يعثر عليه أبدا رغم البحث المكثف من المنزل من قبل المكلفين بإنفاذ القانون في الايام اللاحقة. ولاحظ الخبراء أن بناء garrote يتطلب معرفة خاصة للعقد. وكشف تشريح الجثة أيضا أن جون بينيه قد أكلت الأناناس قبل بضع ساعات فقط من تنفيذ القتل. صور من المنزل، والتي اتخذت اليوم وعثر على جثة جون بينيه، وتظهر وعاء من الأناناس على طاولة المطبخ مع ملعقة فيها، وذكرت الشرطة العثور على بصمات شقيقها البالغ من العمر تسع سنوات ويدعى بيرك رمزي على ذلك. ومع ذلك، قرر كل من باتسي وجون أنهما لم يقوما بوضع هذا الوعاء على الطاولة أو قاما بإطعام الأناناس إلى جون بينيه. حافظت رامسي دائما أن بورك كان ينام خلال حلقة كاملة، حتى استيقظ عدة بعد ساعات من وصول الشرطة.[بحاجة لمصدر]